# میرورمانت (واشینگتن)
میرورمانت (به انگلیسی: Mirrormont) یک منطقهٔ مسکونی در ایالات متحده آمریکا است که در شهرستان کینگ، واشینگتن واقع شده‌است. میرورمانت ۲۶٫۹ کیلومتر مربع مساحت و ۳٬۶۵۹ نفر جمعیت دارد و ۲۳۹ متر بالاتر از سطح دریا واقع شده‌است.